# Odense Seminarium
 Der er for få eller ingen kildehenvisninger i denne artikel, hvilket er et problem. Du kan hjælpe ved at angive troværdige kilder til de påstande, som fremføres i artiklen.

Odense Seminarium var et lærerseminarium på Hjallesevej 2 i Odense, grundlagt 1891 eller 1895. Det gamle navn fortsatte i folkemunde også efter fusioneringerne i begyndelsen af det 21. århundrede. Først kom seminariet under CVU Fyn, og fra 2008 er det en del af professionshøjskolen University College Lillebælt sammen med Skårup Seminarium og Jelling Seminarium
Odense Seminariums Børneskole
En øvelsesskole, Odense Seminariums Børneskole, var tilknyttet Seminariet på Hjallesevej 2. I 1956 var der 7 klasser med cirka 30 elever i hver af de første fem klasser. Hver elev betalte to kroner om måneden i skolepenge. Eleverne var både drenge og piger, der kom fra hele Odense, ikke kun det nærliggende område. Forstanderen hed Hr. Caspersen!
Hvert år var der arrangeret en udflugt, hvor alle skolens elever og lærere tog med toget til Nyborg og marcherede, med faner i spidsen, til stranden ved Hesselhuset. Den dag skinnede solen hvert år! Man hyggede sig ved stranden, og der var organiseret en leg, røver og soldater, i skoven. Legen blev taget meget alvorligt, og man kom hjem med benene fulde af vabler fra brændenælder.
Skolen afholdt hvert år en fastelavnsfest, hvor der blev slået katten af tønden i de små klasser. De store elever kom udklædte til karneval, hvor seminaristerne opførte et teaterstykke på skolen scene. Lærerne skulle gætte de udklædtes navne ved at skrive navnets første bogstav i den lille åbne barnehånd.

## Grundlæggelsesår
Indledningsafsnittets tvivl om grundlæggelsesåret skal ses på baggrund af, at Odense Seminarium i 1916 fejrede 25-års jubilæum og i 1941 40-års jubilæum, begge ud fra 1891 som grundlæggelsesår; men i 1945 fejrede man 50-års jubilæum og i 1995 100-års jubilæum, altså med 1895 som grundlæggelsesår. I virkeligheden kunne 1880 også komme på tale.
Julie Heins (1822-1902), der bedst huskes for sin abc Hanebogen, oprettede i 1880 et kursus til almuelærerindeeksamen i Odense, som lærer Niels Thomsen (1840-1920) købte i 1883. I 1891 oprettede Carl Jensen Busk (1857-1933) og lærer Vilhelm Yderik Odense Seminarium som mandsseminarium. Efter den nye læreruddannelseslov af 1894 fortsatte de to seminarier som et fællesseminarium med statsanerkendelse fra 1895 med Niels Thomsen som forstander og ejer de første ti år.

## Ejerform
Som de fleste andre seminarier var også Odense Seminarium privatejet, og det har endog været i familieeje i flere generationer, indtil det blev selvejende institution i 1962. Ejler Møller (1871-1938) købte seminariet af Niels Thomsen i 1905 og blev efterfulgt af sin svigersøn Alfred Hansen (1890-1944). Efter dennes død ejedes seminariet af hans enke, Henny Hansen, født Møller, mens den daglige ledelse varetoges af forstander Harald Smith (1888-1973) i ti år, indtil Henny og Alfred Hansens søn Per Mogens Hansen (1918-1991) var forstander 1954-1964.
Harald Smith, der var en ven af familien Hansen, kom fra en stilling som forstander for Ranum Seminarium. Per Mogens Hansen blev efterfølgende rektor for Jonstrup Seminarium.
Inden seminariet blev selvejende, havde ledelsen ansøgt om, at det måtte blive et statsseminarium, men det blev afslået.

## Beliggenhed
Odense Seminarium lå fra 1895 i en nyopført bygning Hjallesevej 2, hvor Odense Friskole nu har til huse.
I 1966 flyttede seminariet til Middelfartvej 180, Bolbro, hvor læreruddannelsen fandt sted. I 2018 blev bygningerne købt af Miljø-Bo A/S som har bevaret kælderen til fællesaktiviteter og har bygget stueplan om til lejligheder, så nu har Odins Have Bofællesskab 50+ til huse her.

## Afdelinger
Ud over det almindelige lærerseminarium havde Odense Seminarium også forskoleseminarium, hvor der indtil 1966 blev uddannet småbørnslærerinder, der måtte undervise op til 4. klasse i landsbyskoler. Der var desuden en lille børneskole, der fungerede som seminariets øvelsesskole; men den blev nedlagt i 1961, da seminariet havde brug for lokalerne på Hjallesevej. Ved flytningen til Bolbro blev der opført en ny øvelsesskole.

## Forstandere / rektorer
I 1959 ændredes titlen forstander til rektor på landets seminarier.
- 1880-1883 Julie Heins (lærerindeseminariet)
- 1883-1895 Niels Thomsen (lærerindeseminariet)
- 1891-1895 Carl Jensen Busk og Vilhelm Yderik (lærerseminariet)
- 1895-1905 Niels Thomsen (fællesseminariet)
- 1905-1936 Ejler Møller
- 1936-1944 Alfred Hansen
- 1944-1954 Harald Smith
- 1954-1964 Per Mogens Hansen
- 1964-1984 Holger Melson
- 1984-1997 Bent Nielsen
- 1997-2001 Torsten Enemærke[3][4]
- 2001-2012 Keld Vorup Sørensen, først konstitueret, dernæst studierektor i Læreruddannelsen University College Lillebælt indtil 31. december 2012.

## Kendte lærere dimitteret fra Odense Seminarium
- 1915 Bernhard Hansen (1893-1976), rektor
- 1966 Dorit Myltoft (f. 1943), tidl. MF
- 1968 Niels Egelund (f. 1945), professor ved DPU
- 1984 Erik Christensen (f. 1958), politiker, borgmester
- 1996 Lotte Bundsgaard (f. 1973), politiker, tidl. MF og senere journalist